# Bédeille (Pirenei Atlantici)
Bédeille è un comune francese di 198 abitanti situato nel dipartimento dei Pirenei Atlantici nella regione della Nuova Aquitania.

## Società

### Evoluzione demografica
Abitanti censiti